# San Pablo (Pando)
San Pablo è un comune (municipio in spagnolo) della Bolivia nella provincia di Manuripi (dipartimento di Pando) con 954 abitanti (dato 2010).

## Cantoni
Il comune è suddiviso in 2 cantoni.
- Maravilla
- San Pablo